# 金安金沙江大桥
金安金沙江大桥是中国云南丽江附近的一座跨越金沙江的悬索桥。該橋高461米（1,512英尺），桥梁的主跨度为1,386 米（4,547英尺），也是世界最高桥梁之一。这座桥是蓉丽高速的一部分。桥梁于2016年开始建设，2020年1月合龍，并于2020年12月31日通车。

G4216蓉丽高速丽攀段